# 瑞典鹽醃鯡魚
瑞典鹽醃鯡魚（瑞典語：surströmming，發音：[sʉ̌ːʂtrœmːɪŋ]）是一種將鯡魚混合鹽巴，放於罐中醃漬發酵的瑞典食品，盛行于瑞典北部，以帶有強烈異味為其特徵，其名稱中意為“酸味的”，意為“大西洋鯡”。
其來源最有可能的考據是早期瑞典人使用適量的鹽搭配發酵的方式來防止食物腐化，以用來節省珍貴的鹽巴費用。另有傳說是過去有漁民在捕獲鯡魚時發現船上的鹽巴用完時，將剩餘快腐壞的魚塞進桶內發酵後，直接帶到港口販售，後續漁民重回此港口時得知當地人對當時發酵的魚反應良好，便開始自行嘗試製作，進而產生了往後的鹽醃鯡魚。

## 生產
鹽醃鯡魚的製造方式是以捕獲在春季產卵期間的鯡魚，之後將鯡魚抹上鹽，腌制20小時以去除血液。鯡魚在去掉頭和內臟之後被放入未經殺菌的筒子，讓它在較淡的鹽水中自然發酵1至2個月為主，溫度控制在15至20攝氏度。鯡魚在發酵完成後會於上市前10天被配送至批發商處，並於八月的第3個星期四上市銷售（盐腌鲱鱼上市日在瑞典语中称）。
其異味來自於發酵時所產生的鹽厭氧菌屬（Halanaerobium）細菌，該菌種在發酵過程中除了會製造出二氧化碳外，另包括其它帶有異味的化學物質如乙酸、丙酸、丁酸及硫化氫等。成品瑞典鹽醃鯡魚氣味極為濃烈，其中包括丙酸的刺激性氣味，硫化氫的臭雞蛋氣味，丁酸的腐臭油脂味及乙酸的醋味。日本NHK曾以儀器測量鹽醃鯡魚異味的數值，之後其測量結果高達8070Au，而同樣帶有強烈氣味的臭豆腐僅為420Au註2,3。

## 罐裝

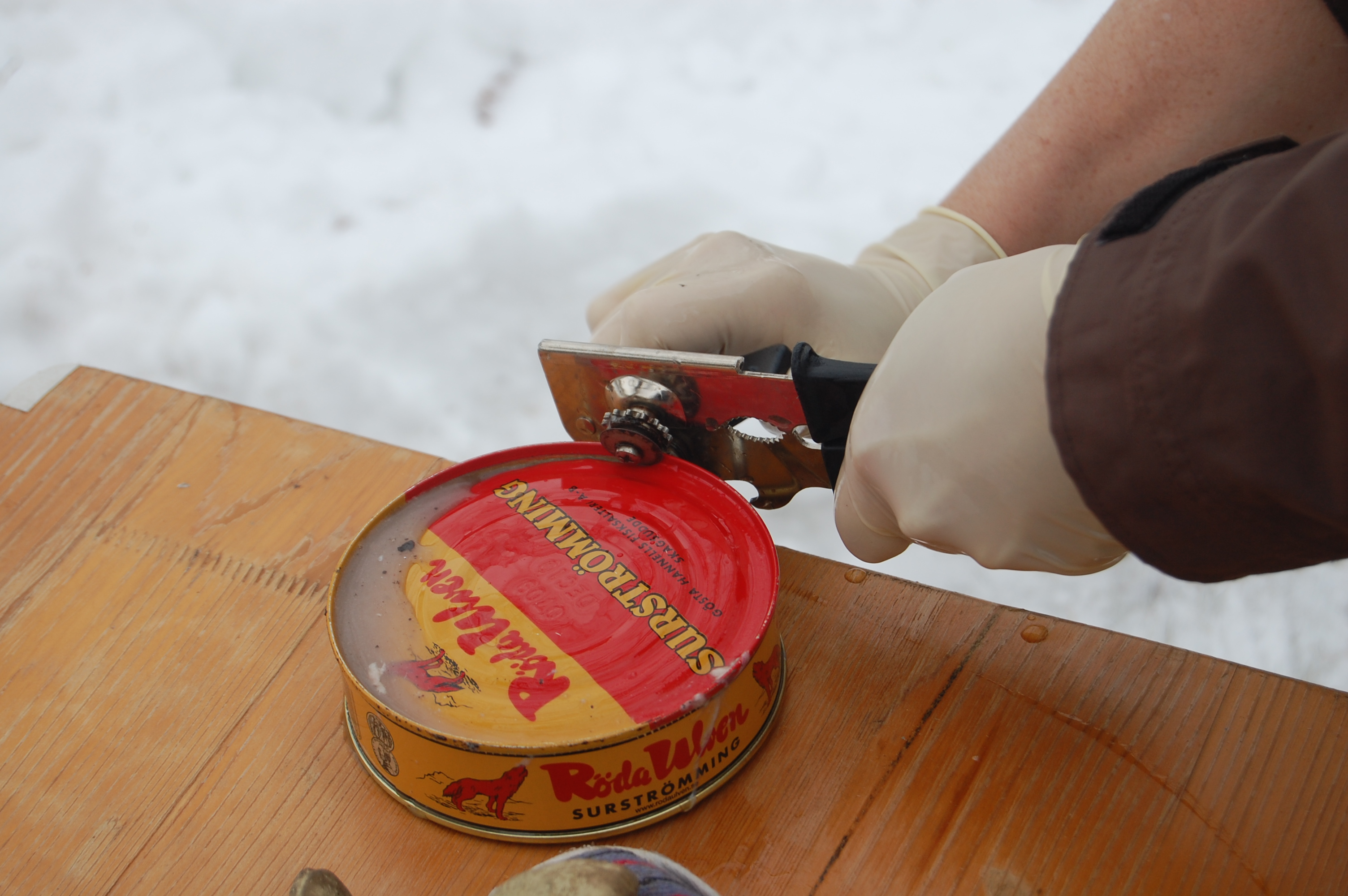
在戶外開啟，開始有汁液流出的鯡魚罐頭。

現今已有將鹽醃鯡魚製成罐裝的模樣銷售，但因鹽醃鯡魚會在罐內發酵的關係，使得罐頭外觀皆會呈現膨脹的模樣。也因打開膨脹的罐頭時，裡面的汁液會被氣壓的影響濺出，一般多採在戶外浸在水裡開啟。
為避免罐頭在運輸時受到不可預料的意外將裡頭異味的汁液噴出，一些航空公司如英國航空、法國航空在2006年4月皆明令禁止攜帶鹽醃鯡魚罐頭上機，其中瑞典當地的斯德哥爾摩-阿蘭達機場也被要求停止銷售鹽醃鯡魚。但多數瑞典人認為此規範過於獨斷，以及對鹽醃鯡魚罐頭反應過度。

## 食用方式
鹽醃鯡魚於當地多搭配麵包或脆餅食用。在瑞典北方（尤其是高海岸一带）有將鹽醃鯡魚片、瑞典薄麵包（tunnbröd）、奶油及熟番茄片作成三明治模樣來搭配酒或其它飲品的吃法。註1
南方瑞典一帶則有用洋蔥粒、酸奶油、蒔蘿等食材來加味調理的方式。
- 一盤和馬鈴薯混著吃的鹽醃鯡魚。
- 搭配鹽醃鯡魚、馬鈴薯、洋蔥的薄麵包。
- 一份切好的鹽醃鯡魚。

## 博物館
2005年6月4日，世界第一家鹽醃鯡魚博物館在瑞典恩舍尔兹维克以北30公里的Skeppsmalen開放，該博物館有介紹了鯡魚與相關的漁業文化。

## 争议

### 食品管理規定
鹽醃鯡魚含有較高濃度的戴奧辛與多氯聯苯（PCB），超出歐盟對魚類所規定的容許含量，瑞典從2002年到2011年被授予該規定的豁免權利，並已申請延長權利期限。一些製造商表示，如果申請被拒絕，他們將不能使用超出17公分長的鯡魚（短鯡魚有毒物質含量較低），且將影響鯡魚供應。

### 訴訟
在1981年有一起訴案為一名德國房東因房客將鹽醃鯡魚罐頭的汁液濺在房內樓梯，立即將房客驅除而鬧上法院的事蹟。之後因法官在法庭當場闻到證物鹽醃鯡魚罐頭的味道後，而判決房東無罪。

### 爆炸事故
2014年5月1日，胡迪克斯瓦尔一間倉庫起火，使倉庫內數千個正在發酵的鹽醃鯡魚罐頭發生爆炸並飛出倉庫，當時飛出的罐頭使得當地的居民遭受驚嚇，甚至有罐頭直接射入民宅。

### 抗議用途
2018年2月3日，在2018年香港立法新界東補選中被取消參選資格的劉頴匡，帶同一罐瑞典鹽醃鯡魚，到沙田民政事務處邀請時任民政專員、新界東選舉主任陳婉雯「食臭魚」，當面解釋其被取消参选资格的原因，以及申請退回選舉按金。劉表示，希望讓陳知道香港人面對一個完全腐爛的選舉制度。 雖然未能與陳見面，但數星期後她透過庫務署全數退回選舉按金予劉氏。劉其後上訴成功，法庭指陳的做法屬程序不妥。 

## 流行文化
《哆啦A夢》水田版第581集《試吃湯匙》，劇情講述小夫揚言「世界上已經找不到一種食物是他從沒吃過的」，又表示最美味的食物是有「世界三大珍味」之稱的魚子醬、鵝肝醬和松露，但眾人吃過後覺得不外如是。大雄和胖虎決定找小夫從沒吃過的食物給他吃作弄他，剛巧一名瑞典遊客前往胖虎母親的雜貨店購買「瑞典鹽醃鯡魚」罐頭，可惜店舖並沒有購入這種貨。最後大雄他們決定請小夫吃「瑞典鹽醃鯡魚」戲弄小夫。
《非槍人生》的女角-奧莉薇·范德貝爾梅常將鹽醃鯡魚罐頭拿在手上藉此舒壓，在劇中也被設定為某地的特產。
另外此食物也經常被中國各大影片頻道主拿來作為開箱影片的題材。

## 外部連結
- 瑞典的鹽醃鯡魚博物館Fiskevistet（瑞典文）